# Pytheas
Pytheas din Massalia sau (forma latinească) Massilia (greaca veche Πυθέας ὁ Μασσαλιώτης) (secolul al IV-lea î.Hr.), a fost un geograf și explorator grec din colonia Massalia (astăzi, Marseilles, Franța). A întreprins o călătorie de explorare în Europa de nord-vest în jurul anului 325 î.Hr. A călătorit în jurul Marii Britanii, vizitând o considerabilă parte a insulei. Pytheas reprezintă prima persoană cunoscută care a descris nopțile albe, gheața polară, triburile germanice și (posibil) cele finice. Tot el este cel care a introdus sintagma de "ultima Thule" în imaginarul geografic. Concepțiile sale referitoare la maree sunt cele dintâi care le pun pe acestea în conexiune cu luna.